# Anton Höfle

Anton Höfle, um 1920

Anton Höfle (* 19. Oktober 1882 in Otterbach, Pfalz; † 20. April 1925 in Berlin) war ein deutscher Gewerkschafter und Politiker (Zentrum). 

## Leben und Beruf

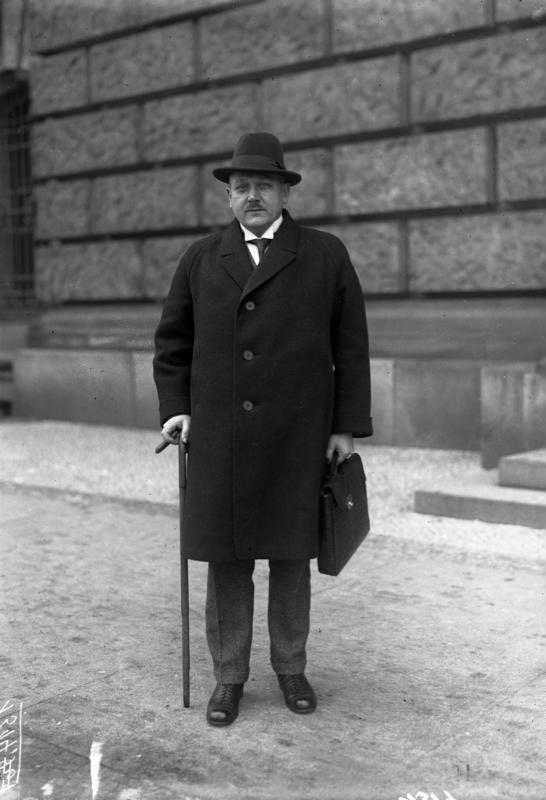
Anton Höfle, 1925

Anton Höfle besuchte das Humanistische Gymnasium in Kaiserslautern. Nach dem Abitur studierte er Rechts- und Staatswissenschaften in München und Erlangen. In München wurde er Mitglied der katholischen Studentenverbindung KDStV Aenania München im CV. Höfle war ab 1903 wissenschaftlicher Mitarbeiter der Handels- und Gewerbekammer München und beendete sein Studium 1907 mit dem ersten juristischen Staatsexamen sowie mit der Promotion zum Dr. phil. Von 1908 bis 1914 war er als Referent für Mittelstands-, Angestellten- und Beamtenfragen bei der Zentralstelle des Volksvereins für das katholische Deutschland in Mönchen-Gladbach beschäftigt.
Höfle engagierte sich in der Christlichen Gewerkschaft. Er war von 1914 bis 1919 Direktor des Deutschen Technikerverbands und 1919/1920 Direktor des Deutschen Beamtenbunds. Anschließend wurde er Direktor des Gesamtverbands Deutscher Beamtengewerkschaften.

### Reichstagsabgeordneter und Minister
Höfle war Mitglied der Zentrumspartei und wurde im Juni 1920 erstmals in den Reichstag gewählt. Im Parlament vertrat er die Wahlkreise Westfalen-Nord und Thüringen.
Höfle wurde am 13. August 1923 als Reichspostminister in die von Reichskanzler Gustav Stresemann geführte Regierung berufen und gehörte auch der von Reichskanzler Wilhelm Marx geleiteten Folgeregierung an. Am 30. November 1923 übernahm er zusätzlich die kommissarische Leitung des Reichsministeriums für die besetzten Gebiete.

### Barmat-Skandal

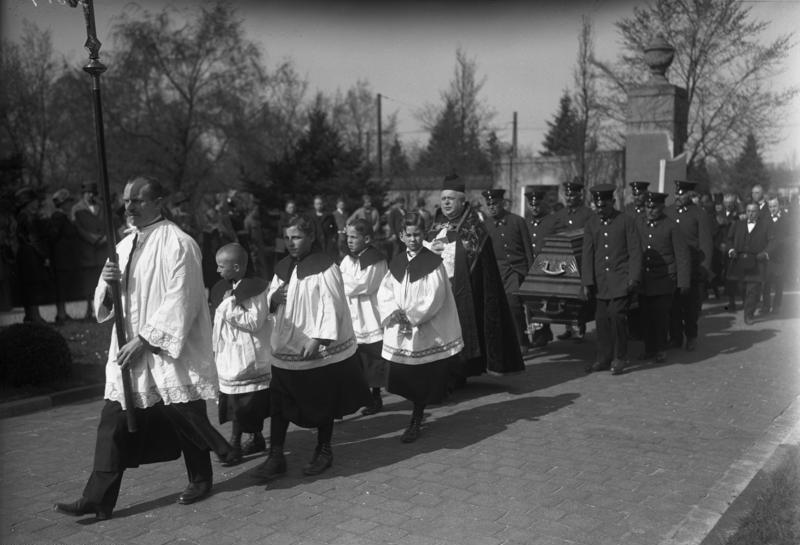
Beisetzung von Anton Höfle auf dem Parkfriedhof Lichterfelde

Während seiner Amtszeit als Reichsminister hatte Höfle, ohne dass zuvor hinreichende Sicherheiten erteilt wurden, den Gebrüdern Barmat einen Kredit in Höhe von 34,6 Millionen Reichsmark gewährt, der von ihnen nicht zurückzahlt werden konnte. Nachdem dies an die Öffentlichkeit gelangt war (Barmat-Skandal), geriet Höfle zunehmend in die Kritik der oppositionellen Reichstagsfraktionen. Daraufhin trat er am 15. Januar 1925 als Reichsminister zurück und legte am 9. Februar 1925 auch sein Reichstagsmandat nieder. Anschließend wurde er in Untersuchungshaft genommen, an deren Folgen er schließlich verstarb. Fritz Hartung zufolge starb er an einer Überdosis Schlafmittel. Der preußische Landtag richtete einen Untersuchungsausschuss ein, um die Todesumstände aufzuklären. Der berühmte Berliner Verteidiger Max Alsberg erhob in einem viel beachteten Vortrag scharfe Vorwürfe gegen die Justiz, er kritisierte die Behandlung Höfles in der Untersuchungshaft und löste so eine öffentliche Debatte über die Bedingungen in der Untersuchungshaft aus, die daraufhin reformiert wurde.

## Nachleben
Im Jahr 1960 drehte Wolfgang Luderer im Deutschen Fernsehfunk den Krimi Der Fall Hoefle.

## Schriften
- Kompaß für die Frau im Handwerk, 1913
- Behörden-Adreßbuch, 1922 ff.